# Phorocerosoma
Phorocerosoma – rodzaj muchówek z rodziny rączycowatych (Tachinidae).

## Wybrane gatunki
- P. aurea Sun & Chao, 1994[1]
- P. pilipes (Villeneuve, 1916)[1]
- P. postulans (Walker, 1861)[1]
- P. vicarium (Walker, 1856)[1]